# Arthur Binz
Arthur Heinrich Binz (* 12. November 1868 in Bonn; † 25. Januar 1943 in Berlin) war ein deutscher Chemiker und Hochschullehrer. Seine Forschungen sah er immer als Schnittstelle zwischen Chemie und Medizin.

## Leben
Binz war der Sohn des Pharmakologen Carl Binz und dessen Ehefrau Harriet Emily Binz geb. Schwabe. Mütterlicherseits war er weitläufig mit dem Schriftsteller William Makepeace Thackeray verwandt.
Binz besuchte das Gymnasium in Bonn und das Owens College in Manchester. Anschließend studierte er Chemie an der Rheinischen Friedrich-Wilhelms-Universität Bonn und der Universität Leipzig. 1888 wurde er Corpsschleifenträger der Saxonia Bonn. 1893 wurde Binz bei Otto Wallach an der Georg-August-Universität Göttingen zum Dr. phil. promoviert. 1894–1897 verdiente Binz seinen Lebensunterhalt als Chemiker der Kattunfabrik Rolffs & Co. in Siegburg. Anschließend wechselte er in die Fabrik seines früh verstorbenen Großvaters, S. Schwabe & Co., nach Manchester. Diese Zeit in Manchester nutzte Binz für seine Habilitation, die er 1899 in Bonn abschloss. 1901 heiratete er die Schriftstellerin Juanita Reutlinger aus Paris. Mit ihr hatte er zwei Töchter, darunter die spätere Fotografin Tita Binz. Im Februar 1943 verstarb Arthur Binz im Alter von 74 Jahren in Berlin an Darmkrebs. Seine letzte Ruhestätte fand er auf dem Südwestkirchhof Stahnsdorf im Block „Trinitatis“.

## Beruf
1906 nahm Binz den Ruf an die Handelshochschule Berlin an und lehrte dort als Dozent. Von 1911 bis 1913 leitete er diese Hochschule als Rektor. Nach dem Ersten Weltkrieg wurde Binz 1918 mit der Leitung der Chemischen Abteilung des Speyer-Hauses in Frankfurt am Main betraut. 1921 wurde Binz zum Direktor des Chemischen Instituts der Landwirtschaftlichen Hochschule Berlin berufen. Als solcher fungierte Binz in den Jahren 1922 bis 1933 als Herausgeber der Zeitschrift für angewandte Chemie. Außerdem gab er das Encyklopädische Handbuch der technischen Chemie von James Sheridan Muspratt neu heraus.
Anlässlich seines 60. Geburtstags 1928 nahm die American Urological Association Binz als Ehrenmitglied auf. Ein Jahr darauf verlieh die Technische Hochschule Karlsruhe Binz die Ehrendoktorwürde als Dr.-Ing. E.h. Von 1931 bis 1933 saß Binz als Vizepräsident im Vorstand der Deutschen Chemischen Gesellschaft. Als Generalsekretär von 1932 bis 1937 war er maßgeblich an der Entlassung jüdischer Angestellter der Deutschen Chemischen Gesellschaft beteiligt. Von 1937 bis 1938 lehrte Binz am Franklin Institute in Philadelphia in den USA.
1929 synthetisierte er bei der Suche nach einem Heilmittel gegen Syphilis durch Zufall das erste intravenöse Urografikum Selectan, ein radioaktives Kontrastmittel, das später nach einigen Modifikationen unter dem Namen Uroselectan vertrieben wurde. Wesentlich beteiligt waren Moses Swick (der die Bedeutung als Kontrastmittel erkannte) und Alexander von Lichtenberg. Binz wurde so zu einem der Begründer der Ausscheidungsurografie.

## Schriften
- Geschichte des Uroselectans. In: Zeitschrift für Urologie, Band 31 (1937), S. 73–84.
- Edelmetalle. Ihr Fluch und ihr Segen. Limpert, Berlin 1943.